# Nati nel 1028
| Questa pagina contiene informazioni ricavate automaticamente dalle voci biografiche con l'ausilio del template Bio e di un bot. L'aggiornamento è periodico e automatico e ricostruisce completamente la pagina. Se manca una persona in questa lista, sei pregato di non aggiungerla, ma accertati piuttosto che la sua voce biografica contenga il template Bio e che i dati anagrafici siano correttamente compilati. Se il template Bio manca, inseriscilo tu stesso o, in alternativa, metti l'avviso {{tmp\|Bio}} che ne segnala la mancanza. Se i dati riportati sono sbagliati, correggi direttamente la voce biografica; le modifiche saranno visibili in questa lista entro pochi giorni. Per chiarimenti vedi il progetto biografie. La lista contiene solo le 5 persone che sono citate nell'enciclopedia e per le quali è stato implementato correttamente il template Bio. Pagina aggiornata al 13 gen 2025. |

- 12 febbraio - 'Abd al-Malik b. Yusuf al-Juwayni, giurista e teologo persiano († 1085)
- 8 novembre - Guglielmo I d'Inghilterra, condottiero normanno († 1087)
- Erberto IV di Vermandois, conte francese († 1080)
- Gertrude Billung, nobile tedesca († 1113)
- Mariano Scoto, monaco cristiano e storico irlandese († 1082)